# آرثر بي. شابمان
آرثر بي. شابمان (بالإنجليزية: Arthur B. Chapman)‏ هو أحيائي وعالم وراثة أمريكي، ولد في 28 أكتوبر 1908، وتوفي في 29 ديسمبر 2004.